# Дубняки
Дубняки́ — село у Вирівській сільській громаді Сарненського району Рівненської області України. Населення становить 71 осіб.

## Географія
Село розташоване на лівому березі річки Случ.

## Населення
За переписом населення 2001 року в селі мешкало 70 осіб. 100 % населення вказали своєї рідною мовою українську мову.